# Bellefontaine Neighbors
Bellefontaine Neighbors és una població dels Estats Units a l'estat de Missouri. Segons el cens del 2000 tenia 11.271 habitants.

## Demografia
Segons el cens del 2000, Bellefontaine Neighbors tenia 11.271 habitants, 4.388 habitatges, i 2.966 famílies. La densitat de població era de 993,6 habitants per km².
Dels 4.388 habitatges en un 32,8% hi vivien nens de menys de 18 anys, en un 42,8% hi vivien parelles casades, en un 20,7% dones solteres, i en un 32,4% no eren unitats familiars. En el 29,4% dels habitatges hi vivien persones soles el 14,5% de les quals corresponia a persones de 65 anys o més que vivien soles. El nombre mitjà de persones vivint en cada habitatge era de 2,39 i el nombre mitjà de persones que vivien en cada família era de 2,93.
Per edats la població es repartia de la següent manera: un 24,1% tenia menys de 18 anys, un 8,2% entre 18 i 24, un 29,8% entre 25 i 44, un 20,2% de 45 a 60 i un 17,7% 65 anys o més.
L'edat mediana era de 38 anys. Per cada 100 dones de 18 o més anys hi havia 83,2 homes.
La renda mediana per habitatge era de 40.007 $ i la renda mediana per família de 44.314 $. Els homes tenien una renda mediana de 34.909 $ mentre que les dones 26.202 $. La renda per capita de la població era de 18.911 $. Entorn del 5,4% de les famílies i el 6,5% de la població estaven per davall del llindar de pobresa.

## Poblacions més properes
El següent diagrama mostra les poblacions més properes.